# Цэнд-Очирын Цогтбаатар
Цэнд-Очирын Цогтбаатар (монг. Цэнд-Очирын Цогтбаатар; род. 16 марта 1996, Баянхонгор или Улан-Батор) — монгольский дзюдоист, выступающий в весовой категории до 73 килограммов. Бронзовый призёр Олимпийских игр 2020 года, чемпион мира 2022 года,бронзовый призёр Азиатских игр 2023

## Биография
Цэнд-Очирын Цогтбаатар родился 16 марта 1996 года в Улан-Баторе. Начал заниматься дзюдо в 2009 году.
Женат на Энхлуун Отгон.

## Карьера
В 2014 году на домашнем Гран-при в Улан-Баторе добрался до четвертьфиналов и проиграл, заняв седьмое место. В том же году осенью принял участие на чемпионате мира среди юниоров, на котором стал серебряным призёром.
В марте 2015 года стал бронзовым призёром Гран-при в Самсуне, а летом повторил этот успех в Улан-Баторе. Вновь в октябре выступил на юниорском чемпионате мира, снова проиграв в финальном поединке. Спустя неделю он завоевал серебро на турнире Большого шлема в Абу-Даби.
В апреле 2016 года на взрослом чемпионате Азии добрался до медалей, став бронзовым призёром.
В 2017 завоевал одну бронзовую медаль на международных турнирах, это случилось на Гран-при в Гааге.
В феврале 2018 года выиграл бронзовую медаль на турнире Большого шлема в Париже, а в следующем месяце выиграл золотую медаль в Екатеринбурге. В мае на Гран-при в Хух-Хото стал бронзовым призёром. В сентябре принял участие на взрослом чемпионате мира в Баку. Проиграв в медальном поединке, Цэнд-Очирын занял пятое место.
В феврале 2019 года вновь завоевал медаль на парижском Гран-при, на этот раз серебро. В апреле выиграл Азиатско-Тихоокеанский чемпионат. В июле принял участие на Универсиаде в Неаполе, где занял пятое место. В октябре добрался до стадии четвертьфиналов на турнире Большого шлема в Абу-Даби.
В начале 2020 года перед объявленной пандемией коронавируса успел завоевать бронзу на Гран-при в Париже, а также турнире Большого шлема в Дюссельдорфе; золотые медали на «Большом шлеме» в Ташкенте и Тбилиси.
В 2021 году принял участие на перенесённых Олимпийских играх в Токио и сумел стать бронзовым призёром. В поединке за бронзовую медаль он победил канадца Артура Мержелидона.
В 2022 году стал чемпионом мира, в финале одолев Соити Хасимото.